# Syneura furcellata
Syneura furcellata är en tvåvingeart som beskrevs av Borgmeier 1924. Syneura furcellata ingår i släktet Syneura och familjen puckelflugor. Inga underarter finns listade i Catalogue of Life.